# Gregoire Boonzaier

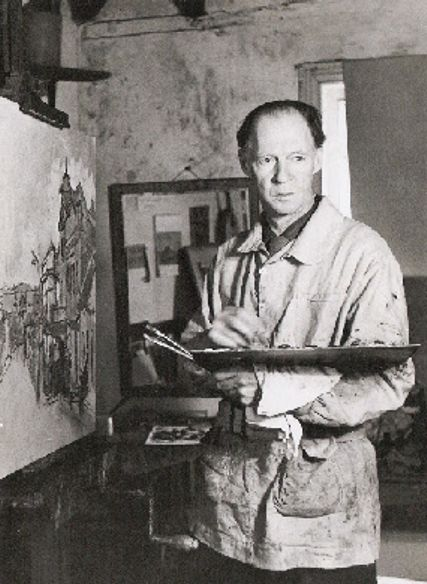
Gregoire Boonzaier, vor 1962

Gregoire Johannes Boonzaier (* 31. Juli 1909 in Kapstadt; † 22. April 2005 in Kapstadt) war ein südafrikanischer Maler und Karikaturist, der für seine realistischen Darstellungen des südafrikanischen Stadtlebens und seiner Landschaften bekannt wurde. Boonzaier wird häufig als einer der bedeutendsten südafrikanischen Künstler des 20. Jahrhunderts angesehen und spielte eine wichtige Rolle in der Entwicklung der südafrikanischen Kunstszene.

## Leben
Gregoire Boonzaier wurde 1909 in Kapstadt geboren und begann sehr früh zu malen. Er war der Sohn von D. C. Boonzaier, einem bekannten Karikaturisten, der ihn in die Kunstwelt einführte und ihn in seinen frühen Jahren stark beeinflusste. 1923, im Alter von 14 Jahren, stellte Gregoire zum ersten Mal seine eigenen Werke aus und machte schnell Fortschritte als Künstler. Gregoire Boonzaier verließ Südafrika 1935, um an der Heatherley und der Central School in London zu studieren, und bildete sich vor allem in England und Frankreich künstlerisch weiter. Dort kam er mit den Werken der Impressionisten und Realisten in Berührung, die sein Werk nachhaltig prägten.
Gregoire Boonzaier war maßgeblich an der Gründung der New Group (mit Terence McCaw, Frieda Lock, Lippy Lipshitz und anderen) beteiligt, einer südafrikanischen Künstlervereinigung, die sich in den 1930er Jahren für die Moderne und die Erneuerung der südafrikanischen Kunstszene einsetzte. Durch diese Gruppe förderte Boonzaier den Austausch zwischen den Künstlern und ermöglichte ihnen, sich unabhängig zu organisieren und ihre Werke einem breiteren Publikum zu präsentieren.
Gregoire Boonzaier starb am 22. April 2005, wenige Monate vor seinem 96. Geburtstag, nach einem außergewöhnlichen Leben und einer produktiven Karriere als Mentor und Lehrer von Generationen südafrikanischer Künstler und Kunstliebhaber.

## Werk
Gregoire Boonzaier spezialisierte sich auf realistische Darstellungen des Lebens und der Landschaften Südafrikas, insbesondere Kapstadts und seiner Umgebung. Seine Werke sind bekannt für ihre detailgetreuen Darstellungen von Architektur, ländlichen und städtischen Landschaften und den Menschen, die in diesen Umgebungen leben. Während der Apartheid war Gregoire Boonzaier politisch aktiv und äußerte seine Kritik durch seine Kunst und gelegentlich durch Karikaturen.
Seine Werke befinden sich heute in mehreren bedeutenden Museen und Galerien Südafrikas, darunter die South African National Gallery in Kapstadt. Gregoire Boonzaier erhielt drei Ehrendoktortitel. Zu seinen zahlreichen Preisen und Auszeichnungen gehört auch der Order for Meritorious Service, der ihm 1999 von Nelson Mandela verliehen wurde.